# Ryan (Kalifornien)

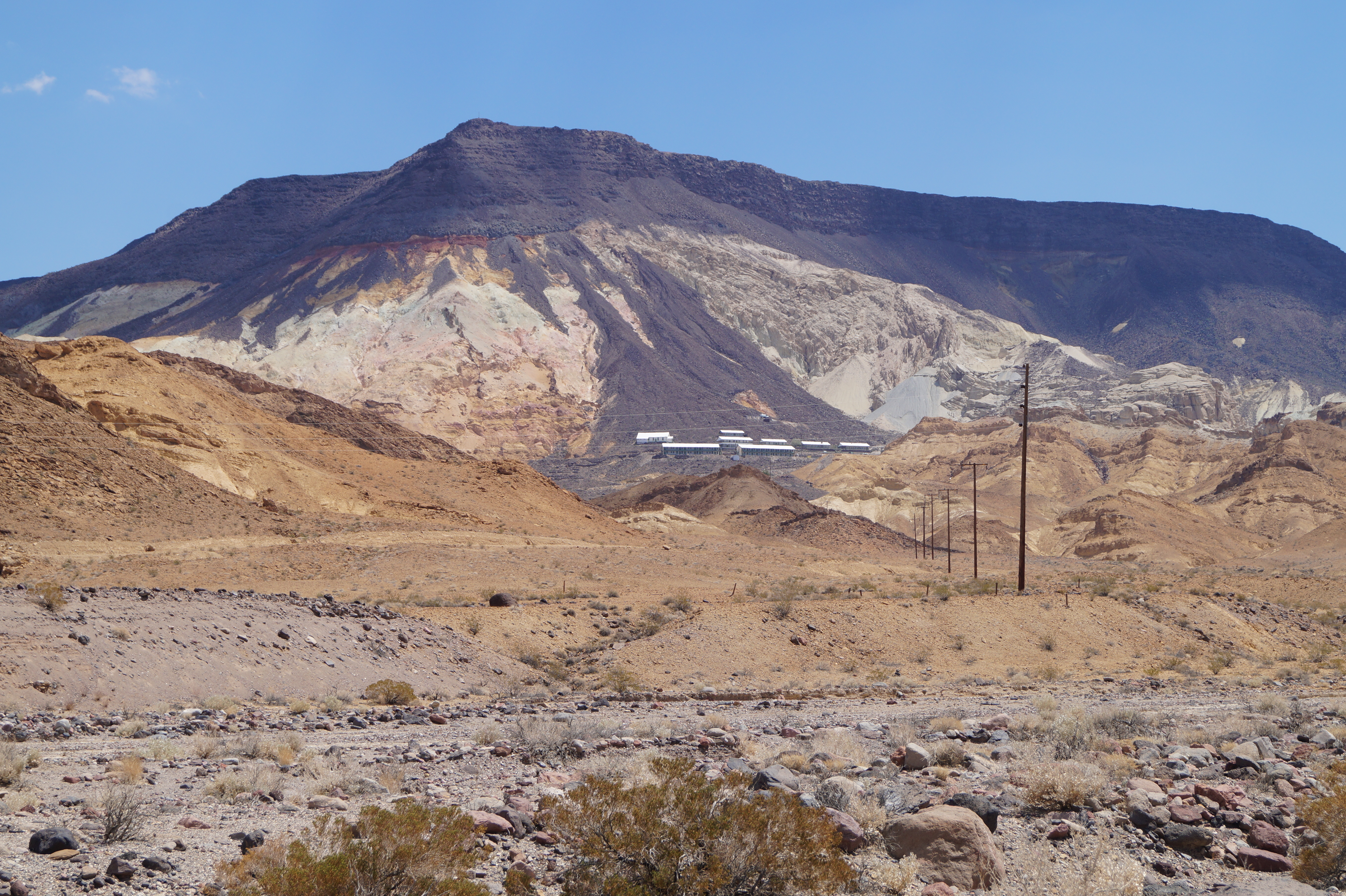
Ryan

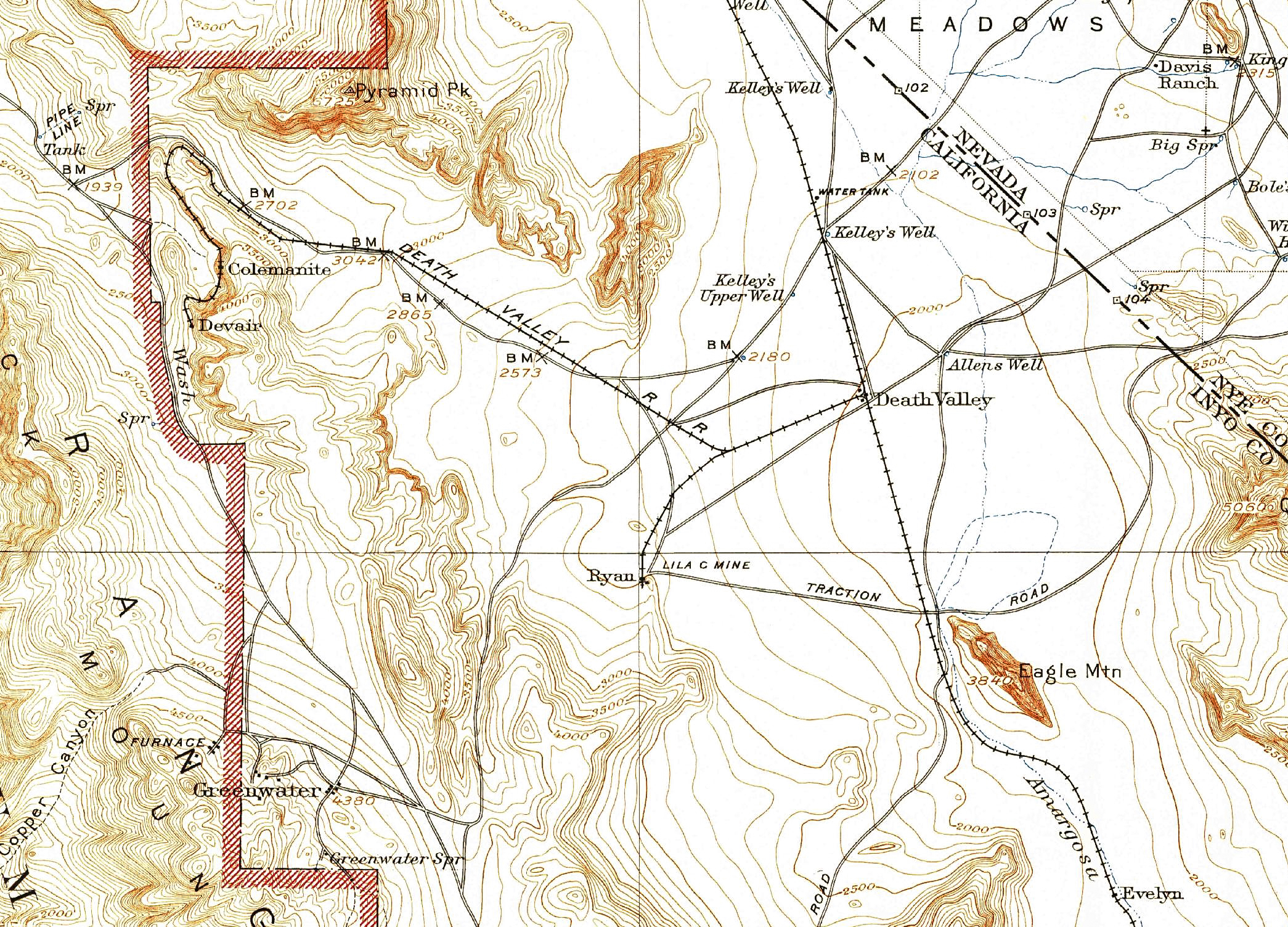
Lyla C. Borax-Mine bei Ryan

Ryan (auch bekannt als New Ryan, Devar oder Devair) ist eine aufgelassene Bergmannssiedlung im Inyo County, Kalifornien. Sie liegt in einer Höhe von 928 m (3045 Fuß) in der Amargosa Range 13 km (8 Meilen) nordöstlich von Dante’s View und 24 km (15 Meilen) südöstlich von Furnace Creek.

## Name
Der Name Ryan geht zurück auf eine Siedlung beim Lila-C.-Bergwerk, die 1907 gegründet worden war, um Borate für die Pacific Coast Borax Company abzubauen. Die Siedlung war ursprünglich nach Lila C. Coleman, der Tochter des Bergwerkbesitzers William Tell Coleman benannt. Sie wurde aber nach einem Besitzerwechsel in Ryan umbenannt, um John Ryan (* 1849; † 1918), den General Manager der Pacific Coast Borax Company zu ehren.
Als die Bergmannssiedlung 1914 von Lila C. nach Devar verlegt wurde, bekam sie den Namen New Ryan, um sie von der älteren Siedlung Old Ryan zu unterscheiden.
Nachdem die Bergwerke 1927 geschlossen worden waren, wurde die Siedlung „Devar“ oder vermutlich durch einen Schreibfehler auf einer amtlichen Landkarte „Devair“ genannt. Devar ist ein Akronym für die Endstation der Death Valley Railroad (DVRR), von der aus das Erz von sechs in der Nähe gelegenen Bergwerken mit einer Schmalspurbahn ins Tal nach Death Valley Junction gebracht wurde.
Devar lag in der Nähe von den folgenden sechs Bergwerken:
- Played Out Mine, 3 km nördlich der DVRR-Bahnlinie
- Biddy McCarthy Mine, direkt südlich der DVRR-Bahnlinie
- Lower Biddy McCarthy Mine, direkt südlich der DVRR-Bahnlinie
- Grand View Mine, südlich der DVRR-Bahnlinie
- Lizzie V. Oakley Mine, südlich der DVRR-Bahnlinie
- Widow Mine, südlich der DVRR-Bahnlinie

## Geschichte

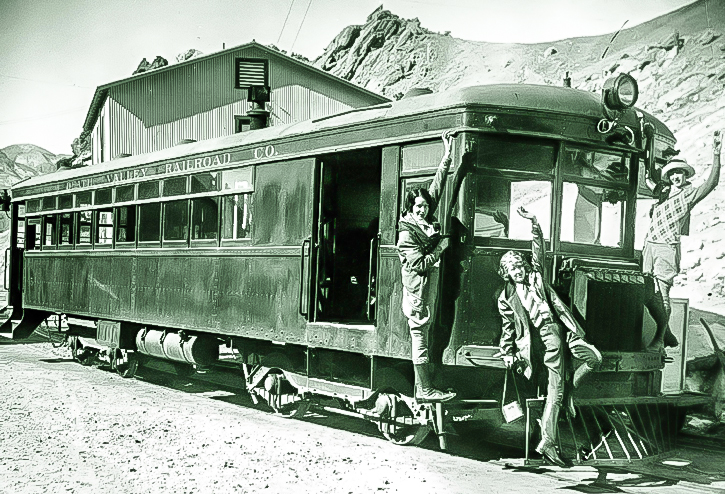
Schienenbus der Death Valley Railroad

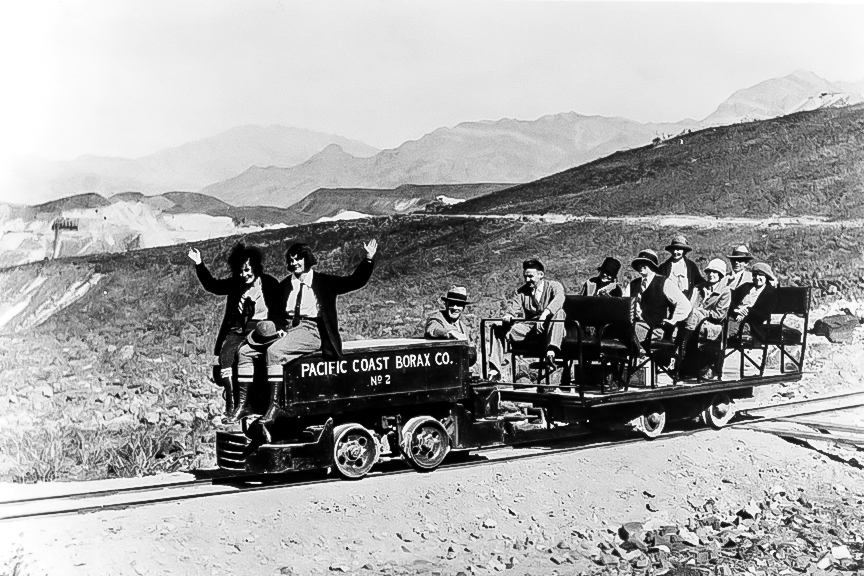
Baby-Gauge-Schmalspurbahn der Pacific Coast Borax Company

New Ryan lag am nordwestlichen Ende der Death Valley Railroad bei den sechs Borax-Minen der Pacific Coast Borax Company. Laut dem Death Valley Conservancy war es für die damalige Zeit ein luxuriöses Camp mit elektrischem Licht, Dampfheizungen und einer Kühlanlage und hatte eine Schule, ein Krankenhaus, ein Postamt, eine Freizeithalle sowie einen Laden.
Nachdem der Borax-Bergbau 1928 eingestellt worden war, fuhr der Brill-Schienenbus weiterhin auf der Death Valley Railroad mit einer Spurweite von 914 mm (3 Fuß) vom Amargosa Hotel in Death Valley Junction nach Devar. Die Wohngebäude der Bergleute wurden in einen weiteren Hotelbetrieb umgewandelt, von dem aus man mit der sogenannten Baby-Gauge-Schmalspurbahn mit einer Spurweite von 610 mm (2 Fuß) in eins der aufgelassenen Bergwerke fahren konnte. Das in Devar gelegene Death Valley View Hotel war von 1927 bis 1930 in Betrieb. Danach wurde der Betrieb auf der Death Valley Railroad eingestellt.
Das klimatisch günstig gelegene Camp wird heute von der Death Valley Conservancy betrieben, nachdem die Rio Tinto Borax Corporation die Gebäude am 6. Mai 2013 an diese gemeinnützige Wohltätigkeitsorganisation übertragen hat, deren Präsident und Schatzmeister der ehemalige Rio Tinto Chief Executive of Energy & Minerals, Preston Chiaro, ist.